# Alik Arakelyan
Alik Arakelyan (in armeno Ալիկ Առաքելյան?; Erevan, 21 maggio 1996) è un ex calciatore armeno, di ruolo centrocampista.

## Carriera

### Club
Ha giocato nella massima serie armena.

### Nazionale
Il 19 novembre 2018 ha esordito con la nazionale armena giocando l'incontro pareggiato 2-2 contro il Liechtenstein, valido per la UEFA Nations League.

## Statistiche

### Cronologia presenze e reti in nazionale
| Cronologia completa delle presenze e delle reti in nazionale ― Armenia | Cronologia completa delle presenze e delle reti in nazionale ― Armenia | Cronologia completa delle presenze e delle reti in nazionale ― Armenia | Cronologia completa delle presenze e delle reti in nazionale ― Armenia | Cronologia completa delle presenze e delle reti in nazionale ― Armenia | Cronologia completa delle presenze e delle reti in nazionale ― Armenia | Cronologia completa delle presenze e delle reti in nazionale ― Armenia | Cronologia completa delle presenze e delle reti in nazionale ― Armenia |
| Data                                                                   | Città                                                                  | In casa                                                                | Risultato                                                              | Ospiti                                                                 | Competizione                                                           | Reti                                                                   | Note                                                                   |
| ---------------------------------------------------------------------- | ---------------------------------------------------------------------- | ---------------------------------------------------------------------- | ---------------------------------------------------------------------- | ---------------------------------------------------------------------- | ---------------------------------------------------------------------- | ---------------------------------------------------------------------- | ---------------------------------------------------------------------- |
| 19-11-2018                                                             | Vaduz                                                                  | Liechtenstein                                                          | 2 – 2                                                                  | Armenia                                                                | UEFA Nations League 2018-2019 - 1º turno                               | -                                                                      | 88’                                                                    |
| Totale                                                                 |                                                                        | Presenze                                                               | 1                                                                      |                                                                        | Reti                                                                   | 0                                                                      |                                                                        |